# Latton
Latton est un village situé près de Cricklade dans le Wiltshire, en Angleterre. L'église paroissiale de Saint-Jean le Baptiste de l'Église anglicane est un bâtiment classé (Grade I). 
Il dispose d'une salle des fêtes et d'un parc, mais pas de magasin ou de poste. À proximité cours le canal de la Tamise et de la Severn avec sa jonction avec l'ancien canal Nord Wilts. La restauration de la zone est en cours. Les offices religieux ont lieu chaque semaine et la salle des fêtes est aussi fréquemment utilisée pour des réunions, tels que celle tenues par la société de dégustation du vin.